# ViCompte
viCompte est un logiciel gratuit de comptabilité personnelle pour Windows.

## Caractéristiques

### Description
viCompte s'adresse à tout le monde : aux étudiants comme aux familles. Il propose de suivre son budget de façon claire et graphique. D'excellente facture et gratuit, viCompte propose une gestion facile de vos comptes et présente vos dépenses de manière claire et graphique. Il dispose d'une fonction de recherche permettant de trouver les informations utiles comme les chèques. Il est également possible de réaliser des budgets et de les visualiser sous forme de diagramme circulaire. Les données peuvent être exportées sous Excel et imprimées. Petit plus : il peut être utilisé à partir d'une clé USB. Il reconnait les principaux formats de fichiers tels que Money ou Quicken.

### Versions
- viCompte Classique : logiciel avec assistant d'installation
- viCompte USB : logiciel portable sur clé USB (fichier ZIP sans installation)

### Fonctionnalités

#### Utilisateurs et comptes
Vous pouvez créer plusieurs comptes utilisateurs (utile pour une famille ou un couple). Chaque utilisateur peut créer plusieurs comptes bancaires par exemple : compte courant et compte épargne. 

#### Saisies intelligentes
Le saisies des magasins (appelés Tiers) est intelligente : vous tapez un mot clé et le logiciel associe le nom du magasin avec toutes les lignes du relevé bancaire. C'est très pratique : quand vous ouvrez un nouveau fichier de relevé, les magasins déjà saisis se mettent automatiquement sur les bonnes lignes. La saisie est ainsi réduite au strict minimum.

#### Graphiques et recherche
viCompte dispose d'une fonction très utile pour les débutants : recherche intelligente en un Clic. Il y a aussi différents graphiques. Tout d'abord des graphiques bâtonnets : Opérations et Solde. Ensuite des graphiques camemberts pour visualiser la répartition des dépenses : Tiers, Magasins, Types (chèque, carte bleue, virement, retrait ...), Catégories, Budgets (loisirs, courses ...). Vous disposez de mêmes graphiques dans la vue Recherche et dans la vue Relevé de compte.

#### Fonction Filtre
Par défaut tout le relevé s'affiche. Mais il est possible de visualiser les opérations en rapport avec une période (entre deux dates) ou encore les opérations liées à une dépense particulière : un magasin, un type, une catégorie ou un budget. Quand un filtre est utilisé les graphiques se mettent à jour en rapport avec le critère de filtre sélectionne.

#### Export et Impression
Enfin vous pouvez imprimer le relevé de compte : pour cela exportez le tableau sous Excel.

#### Personnalisations
Le point fort du logiciel est la personnalisation. Vous pouvez choisir une image et une couleur pour chaque magasin ou compte. Ceci améliore la lisibilité des informations. Il est également possible de modifier l'apparence du logiciel : il suffit de remplacer les images du logiciel par les vôtres.

#### Connectivité
Le logiciel détecte et propose de télécharger les mises à jour sur le site support.

#### Formats de fichiers
Il supporte les fichiers aux formats standards tels que Money, Quicken (QIF), Open Financial Exchange (OFX) ou Tableur (CSV, TSV, XLS).
Vous pouvez l'utiliser au bureau, à la maison ou dans le train : il suffit de le copier sur une clé USB.

### Fiche technique
viCompte est développé avec le Framework Windev et fonctionne sous Windows 98, 2000, XP, Vista et 7.